# El tiempo es oro (programa de televisión español)
El tiempo es oro fue un concurso de televisión emitido por Televisión española entre 1987 y 1992. Estaba realizado por Sergi Schaaf y presentado por Constantino Romero con la ayuda de Janine Calvo.
Comenzó a ser emitido por TVE 2 los martes en horario nocturno, para pasar después a TVE 1 los domingos por la noche, canal y horario en los que permaneció hasta el fin de sus emisiones.
Fue considerado por el Grupo Joly uno de los cien mejores programas de la historia de la televisión en España.

## Mecánica
El concursante debía superar varias tandas de preguntas de cultura general. Una vez superada esa fase, se le preguntaba sobre un tema específico de su propia elección. Finalmente, con ayuda de dos amigos y documentación enciclopédica, debía contestar a una pregunta final, siempre con un tiempo máximo como límite para responder.

## Premios
- TP de Oro (1989): Mejor Concurso.
- TP de Oro (1991): Mejor Concurso.
  - Nominación a Constantino Romero como Mejor Presentador.

## Vídeo
- Una edición del programa de 1990